# Symphonie no 8 de Chostakovitch
« Stalingrad »
Pour les articles homonymes, voir Symphonie no 8.
La Symphonie en ut mineur (op. 65) est la huitième des 15 symphonies de Dmitri Chostakovitch, écrite durant  l'été 1943 et créée le 4 novembre de cette même année par l'Orchestre symphonique de l'URSS sous la direction d'Evgeni Mravinski, à qui l'œuvre est dédiée.   
Cette symphonie se situe dans la tradition des symphonies en ut mineur « de la tragédie au triomphe » entamée avec la  Cinquième de Beethoven et poursuivie avec la Huitième de Bruckner et la Seconde de Mahler.  L'ami de Chostakovitch, Isaak Glikman, a qualifié cette symphonie d'« œuvre la plus tragique » du compositeur.

## Historique
L'œuvre a été écrite deux ans après sa Septième symphonie, dite « Léningrad », durant l'été 1943, près d'Ivanovo. Son sous-titre officieux est Symphonie Stalingrad, mais cette dénomination ne figure pas sur la partition publiée et a été rajoutée pour des raisons politiques.
La création en a été faite par l'Orchestre symphonique de l'URSS sous la direction d'Ievgueni Mravinski le 4 novembre 1943. L'accueil est alors assez mitigé, les critiques considérant la partition un peu trop sombre alors que la guerre tournait nettement à l'avantage de l'Union Soviétique. 
La création américaine a été faite par Artur Rodziński en avril 1944. Le premier enregistrement de studio en a été fait par Evgeni Mravinski en 1947, mais Andreï Jdanov, proche de Staline, en interdit la diffusion à partir de 1948. La partition n'est réhabilitée en URSS qu'en octobre 1956.

« Cette symphonie vous remue, vous étonne, vous vainc d'un seul mot prononcé à voix basse. Un grondement furieux interrompu par une voix enchanteresse. Des coups de tonnerre interrompus par les danses macabres et les chansons des vivants. Le repos au bord d'un volcan... Les rêves d'avenir au milieu d'une pluie d'obus. Et, enfin, ce sont justement les chants de tendresse et l'avenir qui ont le dernier mot... Cette symphonie me semble être le chemin du bonheur au milieu d'affreuses tempêtes, et c'est aussi dans l'esprit de 1943. Et le bonheur que la passacaille et la pastorale du finale nous promettent, est un bonheur tout à fait naturel et convaincant. Ainsi l'œuvre dans son finale nous montre, comme l'exigeait Aristote, une crise qui correspond à l'épuration des passions... »

— Jean-Richard Bloch.

## Structure
L'œuvre est légèrement plus courte que la Septième Symphonie, et comporte cinq mouvements, dont les trois derniers sont joués sans interruption :
1. Adagio en ut mineur
2. Allegretto en ré-bémol majeur
3. Allegro non troppo en mi mineur — attaca
4. Largo — attaca
5. Allegretto en ut mineur

L'effectif orchestral est d'une section cordes classique, de quatre flûtes (dont deux piccolos), trois hautbois (dont un cor anglais), quatre clarinettes (dont une clarinette en mi-bémol et une clarinette basse), trois bassons (dont un contrebasson) ; quatre cors, trois trompettes, trois trombones, un tuba ; timbales et percussions (grosse caisse, caisse claire, cymbales, triangle, xylophone, tam-tam, tambourin).
L'exécution de l'œuvre dure environ 60 minutes.

## Analyse

### Adagio
Le premier mouvement est le plus long (près d'une demi-heure). Il est considéré comme une des conceptions les plus profondes du compositeur. Comme dans la Cinquième Symphonie de Beethoven, il commence par un motif joué fortissimo à l'octave, caractérisé par David Haas dans son étude comme le motif de la « destinée ».
Cependant, le motif est immédiatement remplacé par les deux sujets de caractère lyrique du mouvement de la structure sonate.

### Allegretto
Le compositeur a décrit le second mouvement allegretto comme « une marche avec des éléments d'un scherzo ».

### Allegro non troppo
Le troisième mouvement (généralement décrit comme une toccata,) est de nouveau court. Il y figure une citation intéressante (légèrement modifiée) de la Danse du sabre d'Aram Khatchatourian, composée l'année précédente.
Sur une opiniâtre série de noires qui parcourent tout le mouvement, « comme le tic-tac d'une gigantesque horloge » sur lequel le thème s'élève « les notes hurlantes des bois ».

### Largo
Entamé sous forme de marche funèbre, le mouvement se transforme en passacaille qui résonne douze fois. Le compositeur devait réutiliser ce procédé de passacaille dans les années 1940, puisqu'on retrouve une passacaille dans le Trio op. 67 et le Premier Concerto pour violon.

### Allegretto
Le mouvement commence par une pastorale faussement allègre, suivie par une mosaïque de petits épisodes, avec formellement des éléments de rondo et de sonate, avec une fugue logée au cœur. Parvenu au faîte de l'action, le thème du premier mouvement revient aux trompettes. Le finale s'achève pianissimo, avec une coda en forme de point d'interrogation, que Mravinski trouvait « raté » dans son caractère optimiste.
Y figure une autre citation intéressante (légèrement modifiée) du thème de l'oiseau du conte musical Pierre et le Loup de Sergueï Prokofiev, composé en 1936.

## Discographie sélective
| Direction              | Orchestre                                                  | Enregistrement                                       | Label                                  | Note |
| ---------------------- | ---------------------------------------------------------- | ---------------------------------------------------- | -------------------------------------- | --- |
| Ievgueni Mravinski     | Orchestre philharmonique de Leningrad                      | 2 juin 194723 septembre 196025 février 1961mars 1982 | MelodiyaBBC « Legends »MelodiyaPhilips | Le premier enregistrement de 1947 a reçu de nombreuses distinctions de la part des magazines spécialisés. L'enregistrement par la BBC est la recréation anglaise de l'œuvre, puisqu'elle avait été jouée par le LPO le 13 juillet 1944 sous la direction d'Henry Wood,. L'enregistrement de 1982 paru chez Philips, a également été très bien noté « Ici, le slave Mravinski évoque davantage le néerlandais Bernard Haitink, un comble ! ». La Tribune des critiques de disques du 28 juin 2015, l'élit à l'aveugle meilleure version : « L’interprétation d’Evgeny Mravinsky, créateur de l’œuvre en 1943, laisse sans voix. Sa Philharmonie de Leningrad, faite de glace pure, semble creuser avec les ongles l’angoisse des cinq mouvements. C’est âpre, rugueux, grinçant, comme un hurlement lancé au ciel. Nul mieux que Mravinsky ne sait animer les grands blocs dissonants de cette marche vers l’absurde, conférer à cette symphonie un expressionnisme poussé à un point pathologique. »                                                  |
| Kirill Kondrachine     | Orchestre philharmonique de Moscou                         | 196129 septembre 1969                                | MelodiyaPraga PR 250 040               | Versions de références d'une maîtrise et d'un engagement sidérants dans une vision aussi virtuose qu'élégante. Prise de son Melodiya est assez sèche, privilégiant trop les cordes. La version de Prague en 1969, est tout aussi tendue, mais « la Philharmonie joue mieux ici qu'en studio » (P. Szersnovicz) : « L'interprétation de Kondrachine est bouleversante de bout en bout dans la Symphonie […]. Le climat est très sombre, d'une grand profondeur de champ […], la tension constante sur les cordes qui tissent une continuité dramatique impitoyable, d'une grande intensité émotionnelle, la violence des attaques aux cuivres qui claquent dans de sinistres clameurs et surtout le terrifiant climax du premier mouvement obtenu par un formidable roulement aux percussions constituent des moments uniques de l’interprétation de la musique de Chostakovitch » (J.-M. Brohm). On trouve deux autres enregistrements de valeur de Kondrachine : un du 20 avril 1967 au Japon (Altus ALT067) et celui du 4 novembre 1967 (Melodiya). |
| Kurt Sanderling        | Berliner Sinfonie-Orchester                                | septembre 1976                                       | Berlin Classics                        | « Sanderling […] est l'un des chefs qui auront le mieux assimilé et approfondi la musique de Dimitri Chostakovitch. Choisissant une lecture très « en dedans », il crée un climat d'angoisse contenue, s'écartant en cela de l'optique de Kondrachine davantage axée sur l'horreur et le gigantisme […] La direction […] du chef […] convient particulièrement aux passages introspectifs de la partition (toute la fin de l’adagio initial, le largo, l’allegretto ». |
| Bernard Haitink        | Orchestre royal du Concertgebouw                           | 1982                                                 | Decca                                  | « Haitink, moins violent, moins tendu que Kondrachine, aborde la partition […] avec davantage de distance. Le traitement coloristique, la qualité de l’exécution instrumentale, sont stupéfiants ». C'est la version conseillée après écoute en aveugle par les critiques de Classica, octobre 2010, livraison consacrée à Chostakovitch. |
| Guennadi Rojdestvenski | Orchestre symphonique du Ministère de la Culture de l'URSS | 1983                                                 | Melodiya                               | Orchestre parfois décevant dans la recherche de la virtuosité, une once de brutalité (les timbales surtout), mais une imagination de tous les instants et une profondeur inouïe dans le largo, surprennent avec bonheur.[non neutre] |
| André Previn           | Orchestre symphonique de Londres                           | octobre 1992                                         | DG                                     | « Voici l'une des plus belles versions modernes de l'opus 65. […] Previn découvre des associations sonores auxquelles on ne prête jamais la moindre attention. Il est aidé par un LSO exceptionnel de couleurs et de précisions ». |